# Sea Shepherd Conservation Society
La Sea Shepherd Conservation Society (SSCS) est une organisation non gouvernementale internationale maritime à but non lucratif, vouée à la protection des écosystèmes marins et de la biodiversité.
Elle est particulièrement engagée dans la lutte contre la pêche illégale, la chasse à la baleine, la chasse aux dauphins au Japon, la chasse aux globicéphales aux îles Féroé, la chasse aux phoques et la surpêche liée à la pêche industrielle.
Fondée en 1977 par Paul Watson, militant écologiste canadien, elle est basée à Friday Harbor, dans l'État de Washington, aux États-Unis.
L’organisation s’est divisée en deux : les associations française, brésilienne et britannique se sont séparées du reste de Sea Shepherd Conservation Society pour créer Sea Shepherd Origins, à la suite d’un différend.

## Création
L'idée est née quand Paul Watson a fondé la Earthforce Environmental Society en 1977 à Vancouver au Canada, à la suite de son départ de Greenpeace. La Earthforce Environmental Society est le précurseur de la Sea Shepherd Conservation Society.
En 1978, l'association peut s'offrir son premier navire, le Sea Shepherd (en français « Le berger des mers »).

## Activités
Elle engage de nombreuses actions pour dénoncer la destruction de la faune marine et la surpêche et sensibiliser le public. Plus particulièrement, Sea Shepherd agit contre la chasse à la baleine, aux dauphins  aux phoques, contre la pêche aux requins et contre l'usage des filets dérivants.

### Les causes défendues

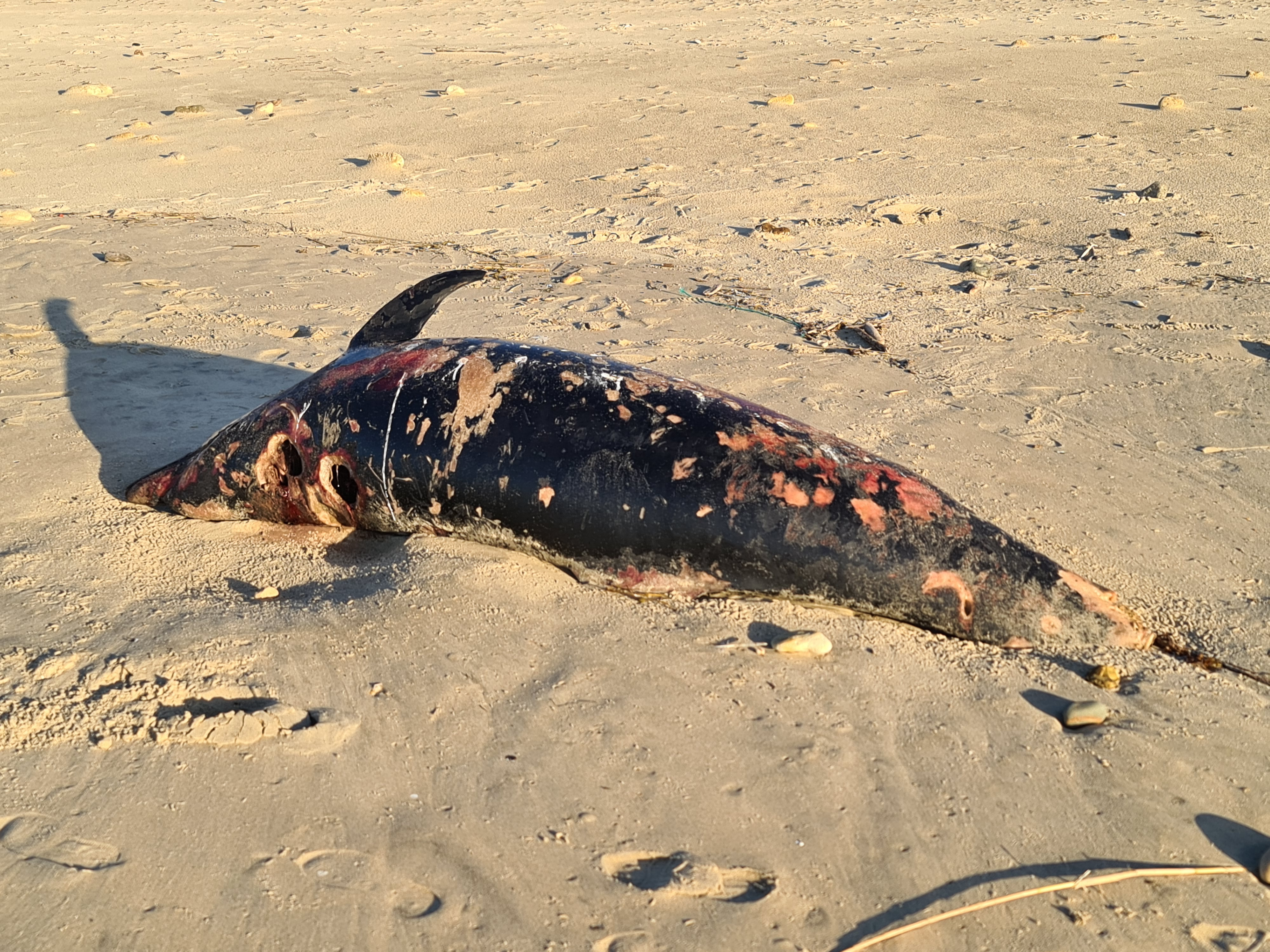
Dauphin mutilé échoué sur une plage du Médoc en France.

La Sea Shepherd défend plusieurs causes dont les principales sont :
- l'arrêt de la chasse aux dauphins au Japon ; et l'arrêt de la capture dans les filets des dauphins dans le golfe de Gascogne en France
- la protection effective par les États des réserves marines comme les îles Galápagos ;
- l'arrêt de la chasse aux phoques au Canada ;
- la protection des requins ;
- l'arrêt de la chasse à la baleine ;
- la protection du thon rouge en mer Méditerranée ;
- l'arrêt de la chasse des globicéphales noirs aux îles Féroé.
- la fin de la captivité des cétacés dans les parcs animaliers.
- la lutte contre la pêche illicite dans les eaux de pays qui n'ont pas les moyens de la mener, comme le Bénin[3] ou le Liberia[4].

À noter que la Sea Shepherd Conservation Society milite plus généralement pour la fin de la pêche industrielle et pour l'utilisation de méthode de pêche sélective afin d'empêcher les prises accessoires (ou by-catch) c'est-à-dire, la prise d'espèces non visées.

### Les moyens matériels

#### Le budget
Le budget annuel de l'ONG Sea Shepherd Conservation Society est approximativement de 20 millions de dollars financé par des donations provenant de particuliers, d'entreprises ou de fondations comme celle de Brigitte Bardot.
Les ressources annuelles de l'antenne française s'élevaient en 2015 à 1,06 M€. 3 % de ces recettes étaient consacrées aux frais de fonctionnement, 4 % aux missions d'information et de sensibilisation du grand public contre 93 % pour les actions directes (campagnes sur terre ou en mer). Ce qui fait de la Sea Shepherd Conservation Society l'une des organisations consacrant la plus grande partie de ses fonds à son action concrète. Par ailleurs, la branche française de l'organisation connaît une très forte croissance en nombre de sympathisants et de donateurs notamment du fait de la présence temporaire de Paul Watson en France en 2014 et de la diffusion de la série Whale Wars (justiciers des mers) depuis 2008.[Quand ?].
En 2016, comme les années précédentes, la majeure partie des recettes de la branche française a été utilisée afin de financer des actions internationales. Ces ressources s'élevaient alors à 1,2 M€. 92 % provenaient des dons reçus par l'association et 5 % de la vente de produits dérivés. 3 % de ces ressources étaient alors dédiées aux frais de fonctionnement et 2 % aux missions d'information et de sensibilisation du grand public, c'est-à-dire, à la participation à différents salons et conférences.

#### La flotte

##### Les anciens navires ou les navires étant mis à disposition par l'ONG
- Le Sirenian, ou Yoshka, est un ancien navire garde-côtes appartenant à la Sea Shepherd Conservation Society depuis 1991 ; il est actuellement à la disposition des rangers du parc National des Îles Galápagos[9],[10].
- Le RV Farley Mowat a appartenu à la Sea Shepherd Conservation Society dès 1996 ; il est saisi par le gouvernement canadien après avoir percuté un navire des garde-côtes[11],[12] pendant une campagne contre la chasse aux phoques au Canada.
- Le Ady Gil, anciennement Earthrace, est un trimaran fonctionnant au biocarburant, que la Sea Shepherd Conservation Society acquiert, le 17 octobre 2009, et renomme Ady Gil. Le navire est éperonné le 5 janvier 2010 par le baleinier nippon Shōnan Maru 2 puis sombre durant son remorquage[13].
- Le MV Brigitte Bardot, anciennement Gojira, trimaran ultra-rapide obtenu en novembre 2010[14] et financé en partie par la Fondation Brigitte Bardot[15] , qui est revendu en 2021 à Oceanic Assistance, une société spécialisée dans le sauvetage de navires au large[16].
- Le MY Bob Barker est un navire acquis grâce à un don de 5 millions de $ de la part de Bob Barker, producteur et animateur de télévision américain, en 2009. Sa dernière campagne africaine a lieu à l’été 2021. Le navire, qui rejoint ensuite Lisbonne, doit bénéficier d’un nouvel arrêt technique pour poursuivre sa carrière mais, finalement, Sea Shepherd abandonne cette rénovation. Ce qui met fin à la longue carrière de l’ancien baleinier, âgé de 72 ans[17].

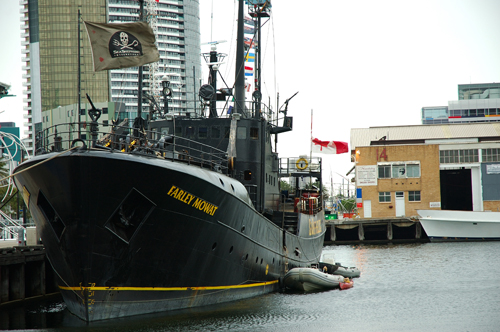
Le RV Farley Mowat à Melbourne en 2005.
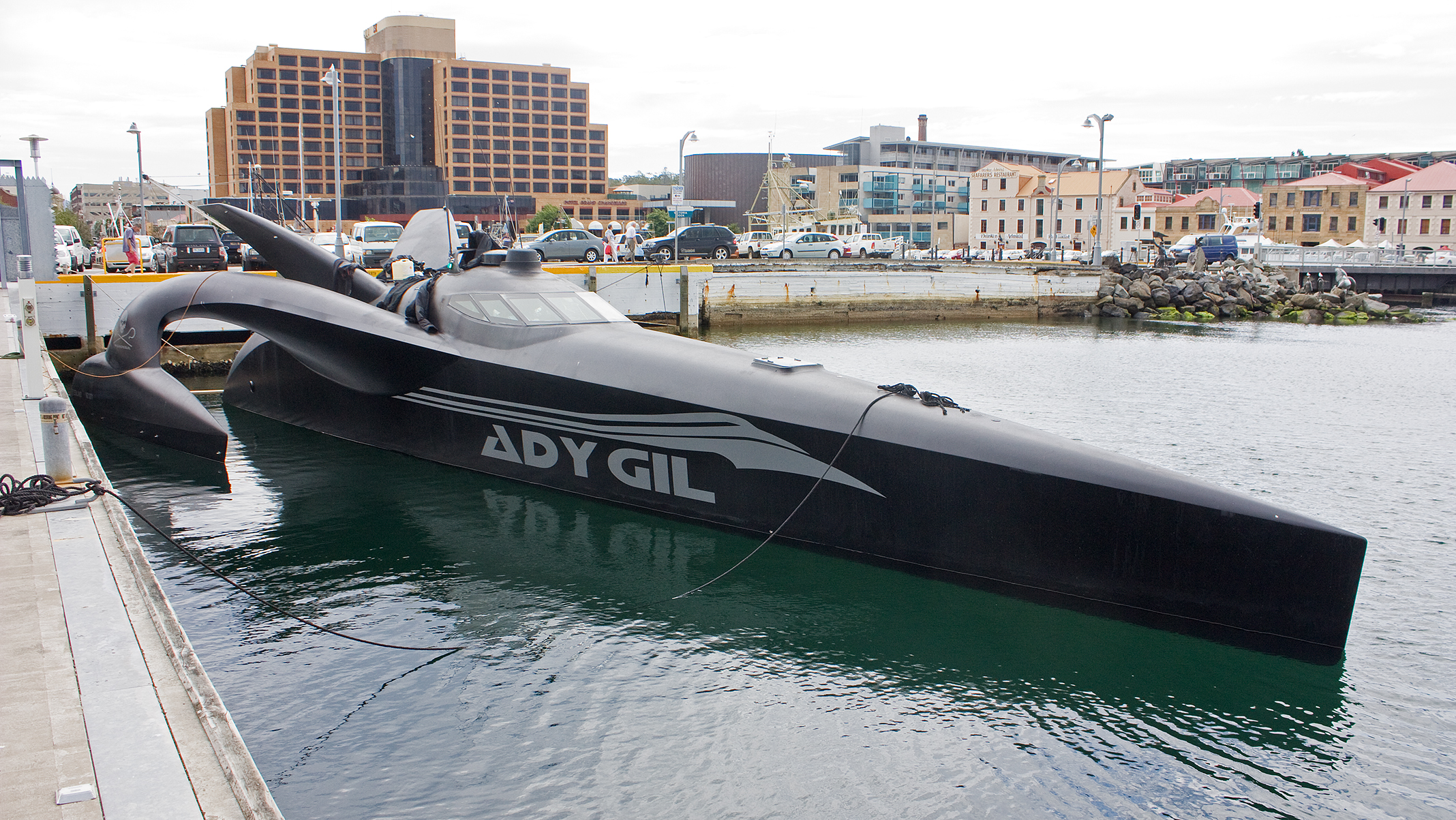
Le MY Ady Gil à Hobart en 2009.

##### Les navires dont l'ONG dispose actuellement pour ses missions
- Le MV Steve Irwin est un navire de classe Island, appartenant à la Sea Shepherd Conservation Society depuis 2005. Il est construit en 1975 sous le nom de FPV Westra et utilisé par la Scottish Fisheries Protection Agency jusqu'en 2003. La Sea Shepherd Conservation Society décide de l'acquérir alors qu'il est destiné à la casse ; deux ans plus tard, il est rebaptisé MV Robert Hunter en hommage au canadien Robert Hunter, journaliste et environnementaliste. Le 5 décembre 2007, la Sea Shepherd Conservation Society le renomme Steve Irwin. La Sea Shepherd Conservation Society l'utilise lors de campagnes de protection des baleines ; il participe à toutes les opérations en Antarctique depuis l'opération Léviathan. Le 3 décembre 2018, la Sea Shepherd Conservation Society annonce la retraite du MY Steve Irwin[18].
- Le MY Sam Simon est un ancien patrouilleur japonais, du nom de Sam Simon, un des créateurs de la série américaine Les Simpson qui, en décembre 2012, apprenant être atteint d'un cancer du côlon en phase terminale, fait don d'une partie de sa fortune à Sea Shepherd Conservation Society ; le samedi 31 août 2013, le Sam Simon est présenté au public à Sydney, en Australie[19],[20].

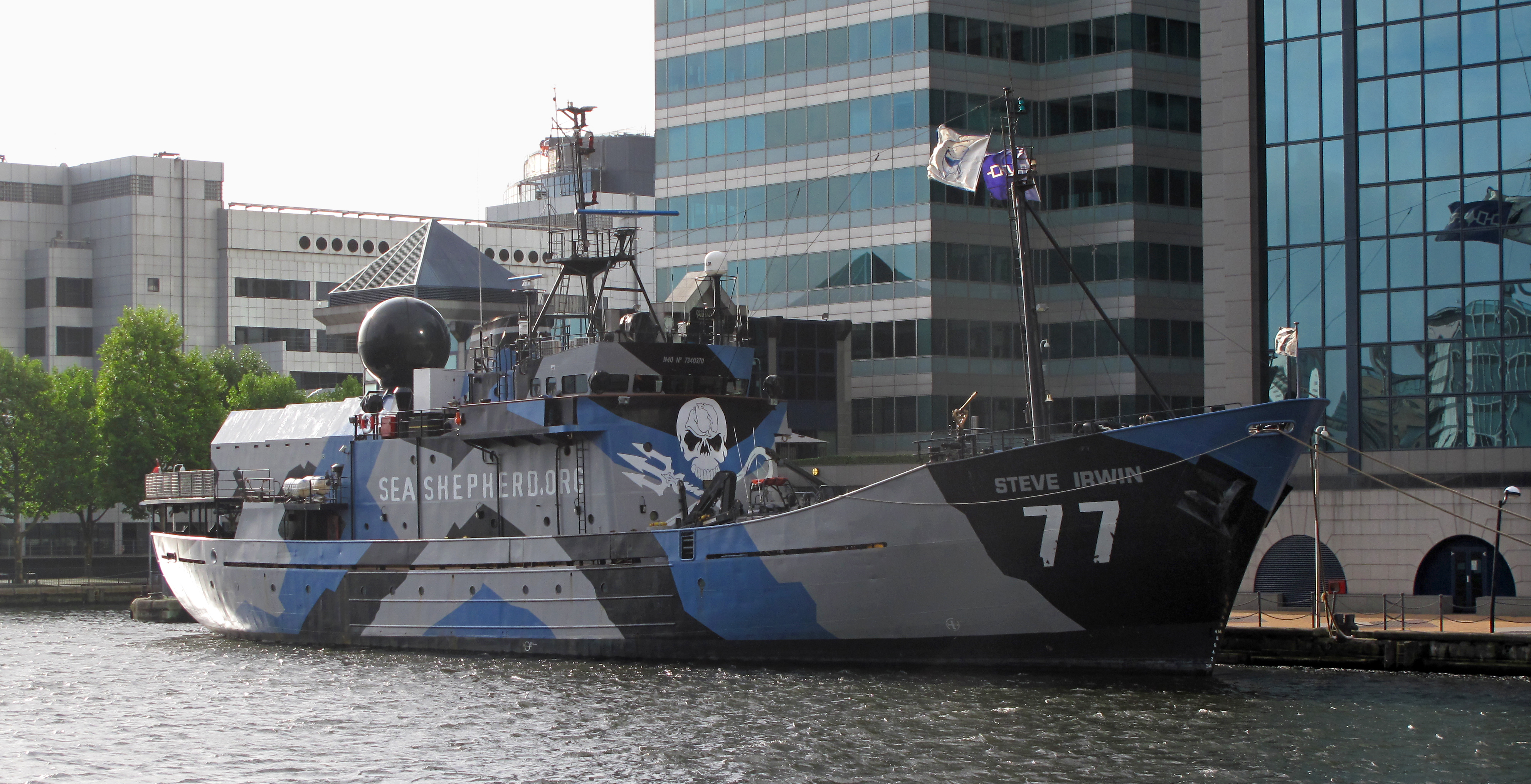
Le MV Steve Irwin aux West India Docks (Londres) en 2011.
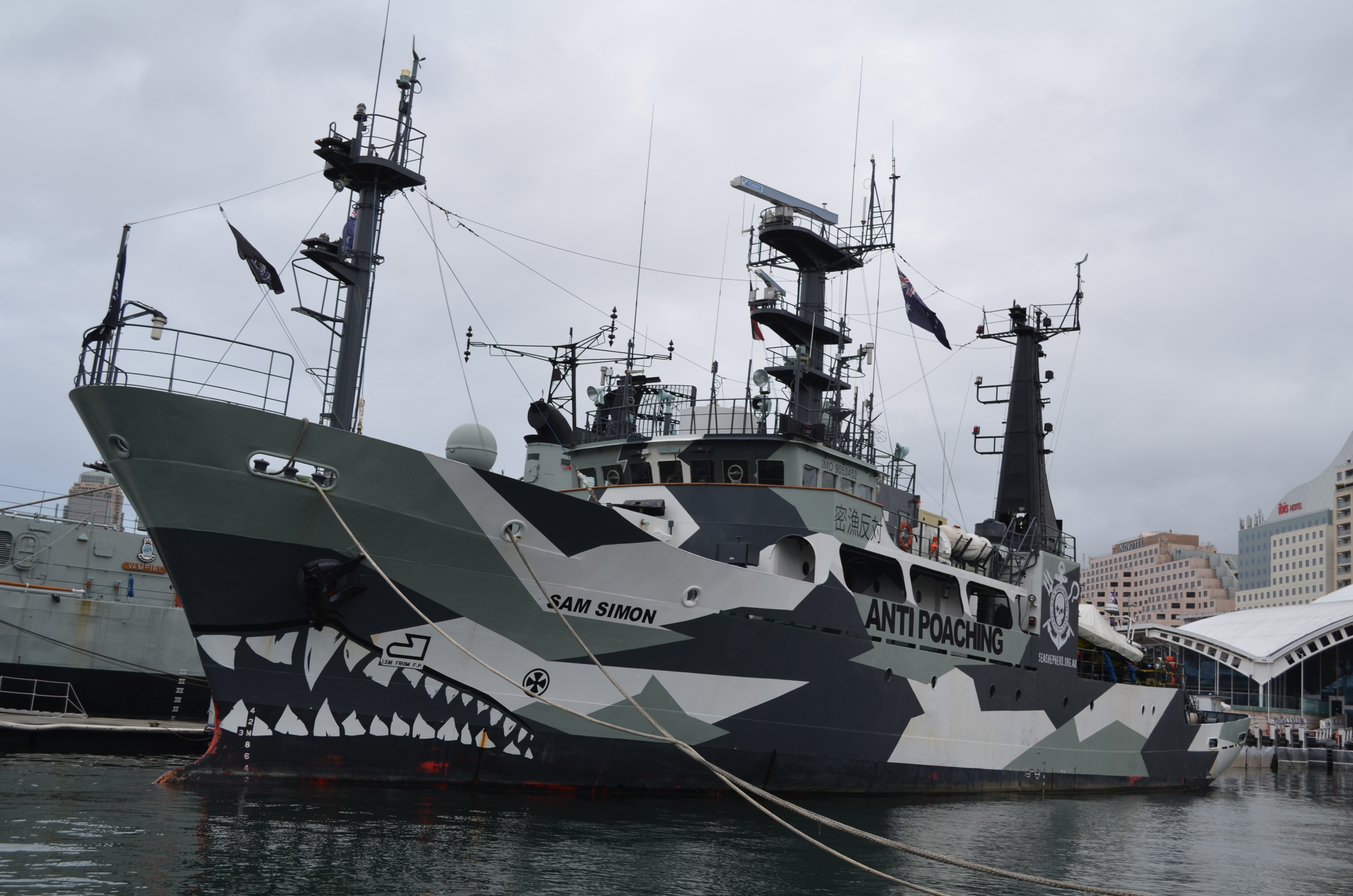
Le MY Sam Simon à l'Australian National Maritime Museum en 2014.
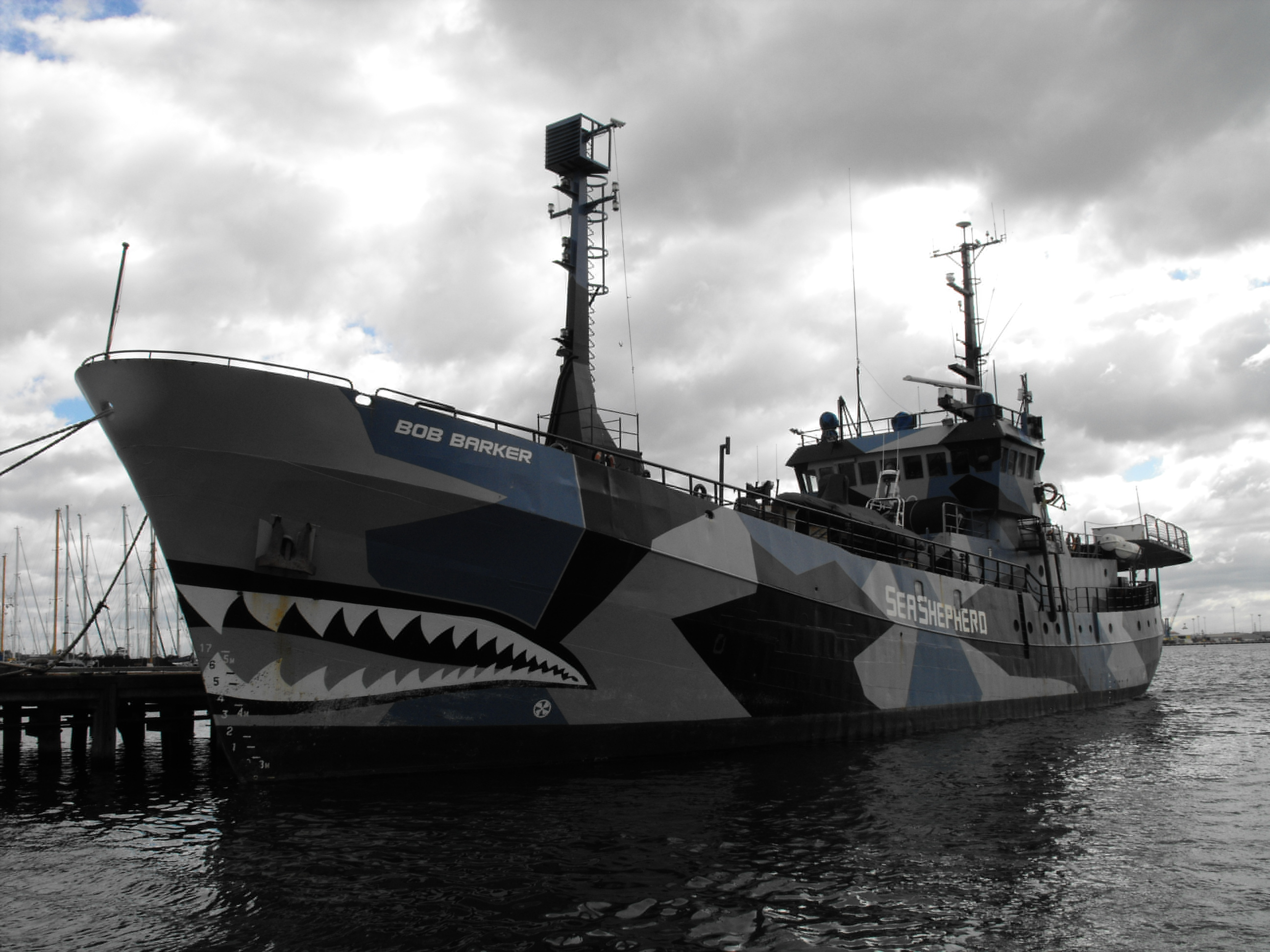
Le MY Bob Barker à Williamstown, Victoria en 2013.
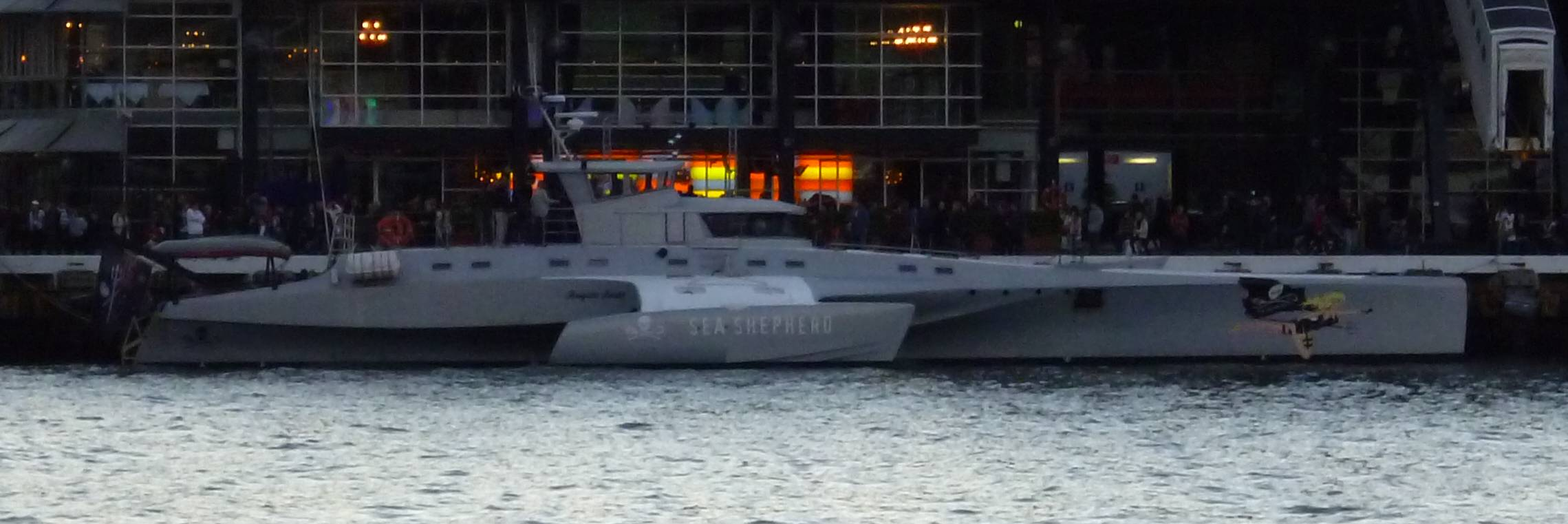
Le Brigitte Bardot en 2012 à Sydney, anciennement Gojira.
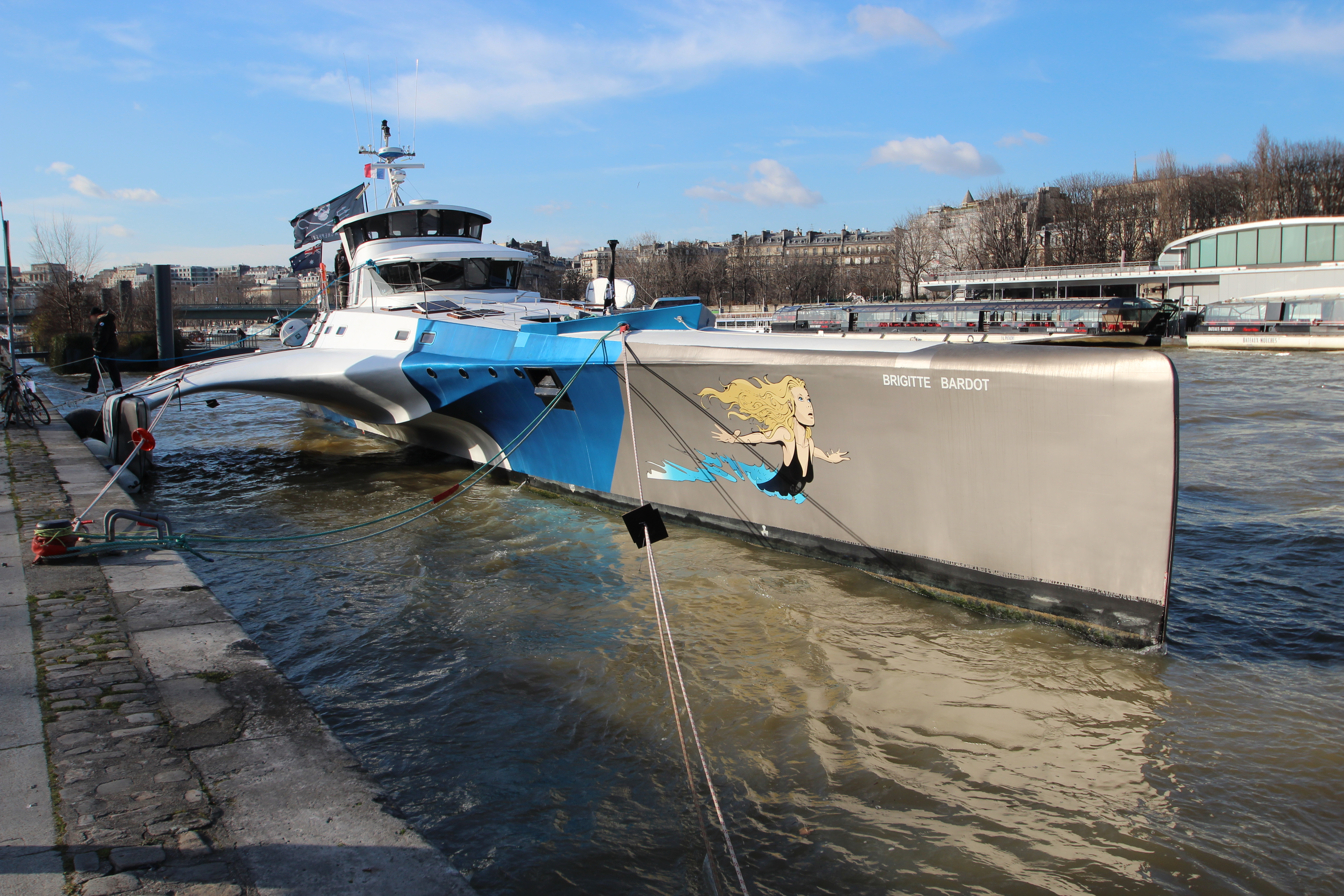
Le Brigitte Bardot, à quai à Paris, en 2015.

- Le Golfo Azzuro (en)[21], acquisition de la Sea Shepherd Conservation Society avec la fondation Brigitte-Bardot pour lutter contre le massacre des globicéphales noirs, aux îles Féroé,depuis 2010.
- Le Jairo Mora Sandoval (en), acquis en 2014, porte le nom d'un jeune militant écologiste costaricien (Jairo Mora Sandoval (en)), assassiné à l'âge de 26 ans, en mai 2013, alors qu'il tentait de protéger des tortues marines de braconniers. Sa première mission fut l'opération Sunu Gaal à la demande du Sénégal pour lutter contre la pêche illégale[22].
- Le John Paul Dejoria, le Farley Mowat acquis en 2015 et le Sharpie acquis en 2017 sont trois anciens patrouilleurs américains appartenant à Sea Shepherd[23].
- Le Ocean Warrior, nouveau patrouilleur, a été mis à l’eau en juillet 2016.
- Les BS Sheen, Mike Galesi, Thor et Loki[24] sont des bateaux de type Dervinis 620, embarcations insubmersibles de 6,2 m de long, en aluminium, avec moteur hors bord[25] acquis par Sea Shepherd Conservation Society France pour l'opération Grind Stop 2014 aux îles Féroé[26].
- Le MV White Holly est l'un des derniers bateau de la Sea Shepherd Conservation Society. Il appartenait à Benoit Vulliet mais en raison de son manque de temps, il a décidé d'en faire don. Le bateau a comme mission de protéger les 19 derniers Vaquita dans la mer de Cortés, au Mexique, aux côtés du MV Farley Mowat, et relève les filets maillant illégaux qui sont utilisés pour la pêche du totoaba.

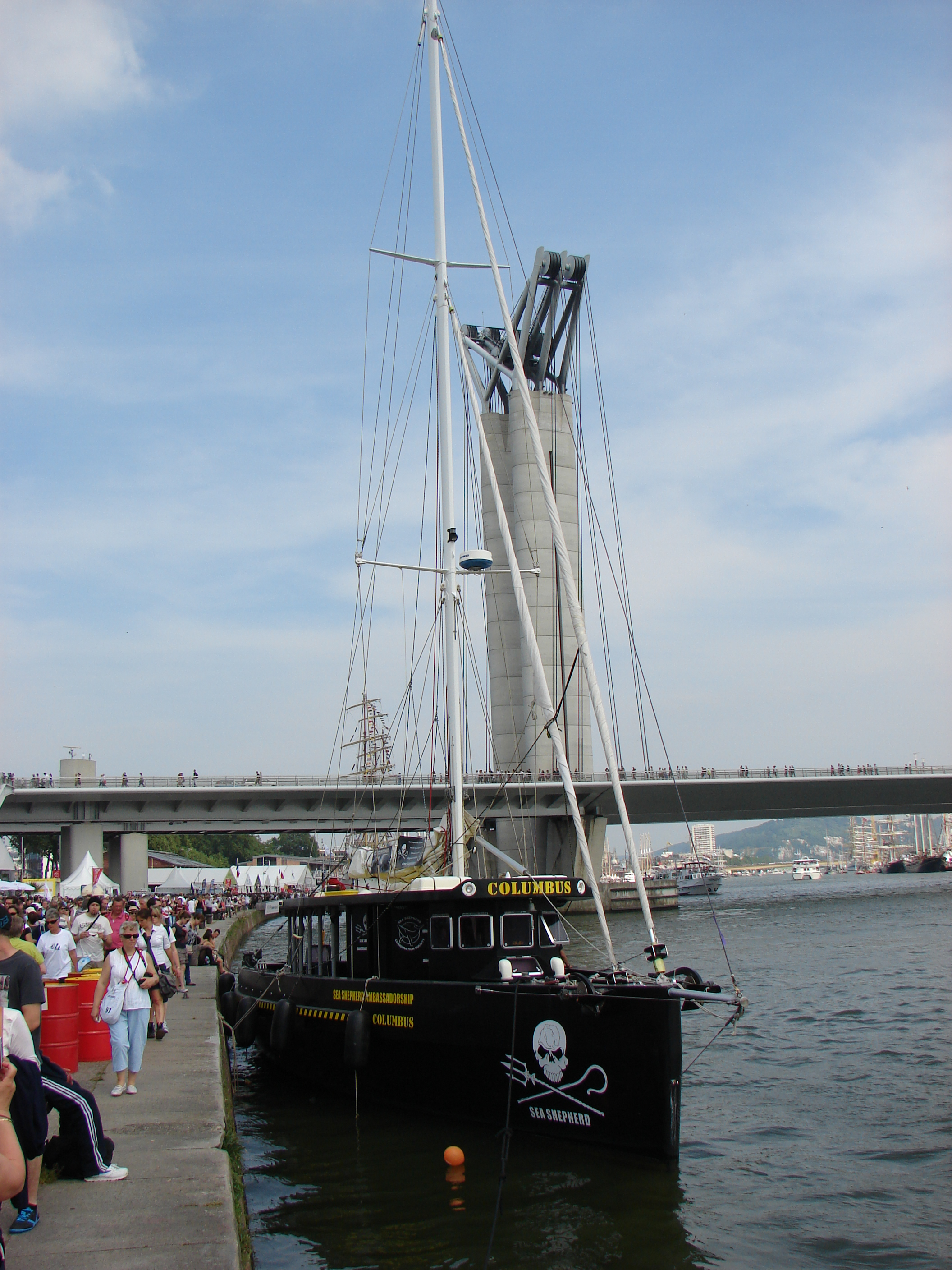
Le Columbus Sea Shepherd à l'Armada de Rouen en 2013.

- Le Columbus Sea Shepherd[27] est le dernier voilier de course de Jean-Yves Terlain, classe 60 pieds Open, anciennement UAP et UAP-Médecins sans frontières, transformé en bateau de travail pouvant accueillir jusqu'à 18 personnes en croisière côtière, il a rejoint la flotte Sea Shepherd Conservation Society France en 2012. Son immatriculation est LR 914738 (quartier maritime de La Rochelle).
- L'Allankay, anciennement Corinthian Bay, est le dernier navire de Sea Shepherd. Acquis en 2022 pour une somme de 5 millions de dollar américain, c'est un ancien palangrier de 55 mètres de long, qui a servi en premier pour l'opération Antarctica Defense, contre la pêche illégale au krill. Il a été entièrement reconverti par Sea Shepherd pour la protection des océans. Il a été racheté pour remplacer le MY Bob Barker, mis au rebut  en 2022[réf. souhaitée].

#### Les hélicoptères
L'hélicoptère MD500E Nancy Burnet, baptisé ainsi en hommage à sa donatrice, remplace le Kooka-Bura un Hughes 300 (en) équipé de flotteurs, et est doté d'une plus grande capacité de passager, d'une plus grande vitesse et d'une plus grande autonomie en carburant.

#### Les drones
Outre les navires, l'ONG dispose de deux petits drones Osprey, fabriqués par l'entreprise Hangar 18 qui lui ont été offerts par l'entreprise américaine de recyclage Bayshore Recycling et le Moran Office of Maritime and Port Security, toutes deux des entreprises du New Jersey. Ces petits appareils mesurent 2,2 m d'envergure pour un fuselage de 64 cm de long, et ont une autonomie de plusieurs centaines d'heures, avec une portée de 300 km. Pilotés depuis un bateau de l'ONG, ils peuvent donc permettre de traquer les bateaux de pêche recherchés grâce à une caméra embarquée. Paul Watson reconnaît que « grâce à ces drones, nous avons un avantage que nous n’avions pas jusque-là : des yeux dans le ciel. »

### La vie à bord
Paul Watson n'admet aucun « consensus à la con » en mer, il n'écoute l'avis de personne, ne donne aucune indication sur ses plans et se présente comme un « humble fanatique ». Il ne partage pas le pouvoir de Sea Sheperd en déclarant : 

« Les navires n'ont jamais été dirigés de manière démocratique, c'est cette règle qui nous a permis de rester fidèles à notre esprit d'origine et de ne pas diluer notre âme combative dans la compromission. »

Sur son vaisseau, Watson n'admet ni drogues ni batifolages. De plus, il explique à ceux qui veulent le rejoindre dans son combat que « pour sauver les baleines, il faut être prêt à mourir. » Aucune denrée alimentaire d'origine animale n'est servie à bord, cependant, aucune discrimination n'est faite lors du recrutement de volontaires, les omnivores sont les bienvenus.

## Les campagnes

### Opération Leviathan
L'opération Leviathan est la troisième campagne de défense des baleines de la SSCS. Elle s'est déroulée en Antarctique de 2006 à 2007. Son but était d'intervenir contre les opérations illégales de chasse à la baleine par la flotte japonaise dans le Sanctuaire de baleines en Antarctique. La flotte baleinière avait l'intention de tuer 935 baleines et 50 rorquals communs. La SSCS utilisa deux navires, le Farley Mowat et le Robert Hunter ainsi que le Kookabura, un hélicoptère Hughes 300 posé sur le MV Robert Hunter, avec un total de 56 membres d'équipage.
Le principal bateau de la flotte baleinière, le Nisshin Maru, fut repéré le 9 février. Le lendemain, la SSCS repéra le baleinier Kaiko Maru. Les deux navires de la Sea Shepherd, le Robert Hunter et le Farley Mowat, retournèrent au port de Melbourne respectivement le 19 et 22 février après cinq semaines d'opérations.

### Opération Migaloo
L'opération Migaloo est la quatrième campagne de défense des baleines de la SSCS. Elle s'est déroulée en Antarctique de 2007 à 2008. La flotte baleinière avait l'intention de tuer 500 baleines. La Sea Shepherd avec le MV Steve Irwin et 68 membres d'équipage commença le voyage le 5 décembre 2007 pour le terminer le 15 mars 2008.

### Opérations Sparrow et Sparrow II
Ces opérations étaient destinées à poursuivre le Thunder, un navire braconnier pratiquant la pêche à la légine australe dans l'océan austral. Poursuivi pendant 110 jours par l'organisation il fut sabordé par son capitaine dans le golfe de Guinée en avril 2015. En octobre 2015, la justice de Sao Tomé-et-Principe inflige à un capitaine chilien et deux mécaniciens espagnols des peines allant jusqu’à trois ans de prison ainsi qu’à plusieurs millions d’euros d’amende pour "usage de faux permis de pêche", "pollution de la mer" et "conduite dangereuse",. En août 2017, le ministère espagnol de l’agriculture et de la pêche condamne à des amendes, dont le montant total dépasse les 5,2 millions d’euros, six citoyens et six entreprises espagnols impliqués dans cette affaire.
Un livre retraçant cette opération intitulé À la poursuite du Thunder est publié en 2021 par Actes Sud. Un documentaire de 96 minutes intitulé Sea Shepherd à la poursuite du Thunder  est diffusé en 2024.
En 2015, Sea Sheperd s'allie avec le gouvernement gabonais afin de créer une force d’intervention contrôlant les bateaux de pêche pendant la saison du temps, devenue opérationnelle l'année suivante.

### Opération Musashi
L'opération Musashi est la cinquième campagne de défense des baleines de la SSCS. Elle s'est déroulée en Antarctique de 2008 à 2009.

### Opération Waltzing Matilda
L'opération Waltzing Matilda est la sixième campagne de défense des baleines de la SSCS. Elle se déroule en Antarctique de 2009 à 2010. Selon la SSCS, elle aurait sauvé 528 baleines.

### Opération Blue Rage
L'opération Blue Rage est la première campagne de défense du thon rouge de la SSCS. En 2010, les 48 pays pêcheurs de thon rouge, dont fait partie la Libye, ont un quota global de pêche de 13 500 tonnes de thon rouge pour l'année.
La campagne se déroule en mer Méditerranée à partir de mai 2010 et durant l'été 2010. Seul le MV Steve Irwin est engagé dans cette opération. Cinq plongeurs pénètrent à l'intérieur d'une cage remorquée par le thonier senneur libyen Cesare Rustico et libèrent les 800 thons rouge retenus à l'intérieur en coupant les filets des cages.
À la suite de cette opération, le vendredi 15 juillet 2011, le navire Steve Irwin a été immobilisé aux Îles Shetland par la justice britannique en raison d’un procès civil engagé contre l'ONG par la compagnie maltaise de pêche Fish & Fish Limited. La compagnie demande réparation pour le préjudice causé par la perte des thons rouges qu'elle a pêchés en juin 2010 au large des côtes libyennes. Pour récupérer son vaisseau, la Sea Sheperd doit payer une caution de 1 411 692,87 dollars.

### OpérationGrind StopetFerocious Isles
L'opération Grind Stop (2010) et Ferocious Isles (2011) sont des campagnes de lutte contre la chasse de globicéphales noirs qui se déroule aux îles Féroé. L'ONG Sea Shepherd conteste la légalité de cette chasse en vertu de la Convention relative à la conservation de la vie sauvage et du milieu naturel de l'Europe dite convention de Berne. La chasse au globicéphale noir est une activité séculaire et légale dans ces îles danoises qui jouissent d'un statut autonome. Par ailleurs, ce texte n'a aucune valeur dans les îles Féroé car l'archipel n'est ni signataire de cette convention, ni membre de l'Union européenne.
Chaque année durant l'été, des bancs de globicéphales passent par les eaux des îles Féroé pour se nourrir. Ils sont alors rabattus par des bateaux jusqu'aux côtes, où le banc entier, qui peut comprendre entre 200 et 300 individus, est mis à mort de façon « traditionnelle » : les animaux sont tirés jusqu'au rivage à l'aide de cordes et crochets, et tués au couteau. Cette chasse est appelée le Grindadráp. Remontant au XVIe siècle, il s'agissait à l'époque d'une chasse de subsistance, les Féroïens tirant l'essentiel de leurs ressources de la mer.
Sea Shepherd, en partenariat avec la fondation Brigitte-Bardot, est présente sur le sol féroïen depuis 2010 afin d'informer le public de cette activité et d'enquêter sur la manière de défendre les globicéphales contre la chasse.

### Opération No Compromise
L'opération No Compromise est la septième campagne de défense des baleines de la SSCS. Elle se déroule en Antarctique de 2010 à 2011. Elle engage trois bateaux : le navire amiral de la flotte Neptune, le Steve Irwin, le brise-glace de l'association : le Bob Barker, et l'intercepteur Gojira. Pour finir, l'hélicoptère Nancy Burnet complète la flotte. Le Gojira remplace l’Ady Gil, qui a sombré lors de la lutte contre les baleiniers nippons.

### Opération Requiem
L'opération Requiem est une campagne pour la défense des requins, qui s'oppose notamment à la pêche aux ailerons . Sea Shepherd lance la campagne en 2012 aux côtés de Sharks Angels, une association de défense des requins. C'est lors de cette campagne que Paul Watson est intercepté par les autorités du Costa Rica, alors qu'il tentait de stopper une opération illégale de découpe d’ailerons de requins dans les eaux territoriales du Guatemala.

### Opération Icefish
L'opération Icefish, lancée en 2014, s'est terminée en février 2016 avec la saisie et la destruction par les autorités indonésiennes du Viking, dernier des six navires braconniers de légine traqués par l'organisation,.

### Opération Sola Stella
L'Opération Sola Stella est une campagne contre la pêche non réglementée (IUU) qui a débuté en février 2017 au large du Liberia.
Durant la première partie de l'opération (février-mai 2017), Sea Shepherd a utilisé le navire MY Bob Barker, sous le commandement du capitaine Fraser Hall et le gouvernement libérien a envoyé à l'ONG une dizaine de soldats.[réf. nécessaire]

### Opération Jodari
Lancée début 2018, l'Opération Jodari est une campagne en partenariat avec le gouvernement de la Tanzanie pour lutter contre la pêche illégale, non réglementée et non déclarée (INN) dans la région de l'Océan Indien Occidental, avec des agents des forces de l'ordre de la Deep Sea Fishing Authority, de la Marine tanzanienne et de l'équipe opérationnelle Multi-agences (MATT) patrouillant avec l'équipage de Sea Shepherd à bord de l'Ocean Warrior.
Cette opération permis la capture le 6 avril 2018 du bateau Andrey Dolgov qui pratiquait la pêche illégale longue distance depuis 2000.

## Aspects légaux

### Autorisation spéciale sur la chasse à la baleine
Sea Shepherd engage des actions contre l'ensemble des flottes baleinières dont l'ONG considère qu'elles ne respectent pas le moratoire interdisant la chasse commerciale à la baleine, c’est-à-dire les flottes japonaise, islandaise, et norvégienne. Cependant le Japon et l'Islande conduisent des prélèvements « scientifiques » de baleine dans le cadre de permis spéciaux définis à l'article VIII de la convention suscitée. Concernant le Japon, la Commission baleinière internationale (CBI) laisse les Japonais s'arroger un quota de chasse de 1035 cétacés par an dans le cadre de recherche scientifique, bien que cette chasse soit en fait commerciale.
La Norvège a fait objection au moratoire en 1982. Selon l'article V du texte fondateur de la Convention internationale pour la règlementation de la chasse à la baleine, les pays ayant déposé une objection à l'encontre d'une mesure dans les 90 jours suivant son adoption sont exempts des effets de cette mesure mais seulement durant 90 jours. La légalité de cette chasse est donc contestée.

### Loi locale sur la chasse au globicéphale noir
En vertu de la loi no 137 du 23 mars 1948, les îles Féroé ont un statut d'autonomie par rapport au royaume de Danemark et de ce fait disposent de larges pouvoirs législatifs indépendants. Parmi les domaines concernés par cette autonomie figure notamment une loi locale autorisant la chasse aux globicéphales dans les limites des 200 milles marins.

### Plainte contre X
À la suite de la découverte dans le Golfe de Gascogne, le 18 février 2023, d'un dauphin mutilé et recouvert d'inscription homophobe visant directement l'association, celle ci porte plainte contre X  pour mutilation d'espèce protégée.

## Drapeau

Drapeau de Sea Shepherd

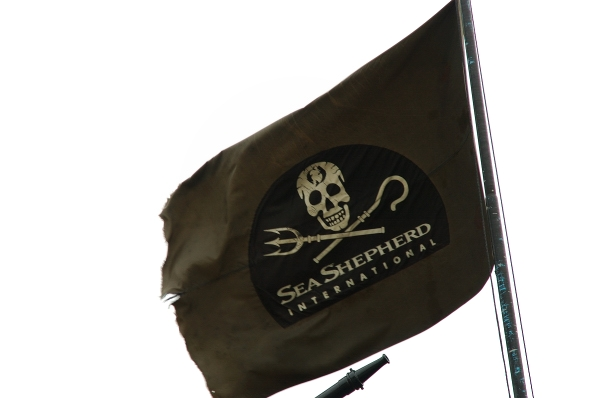
Le pavillon de l'association.

Le pavillon de l'ONG rappelle le drapeau pirate. Créé par l'artiste Geert Vons et coconçu avec le capitaine Paul Watson, le logo est composé d'une crosse de berger (shepherd signifie « berger » en anglais) et du trident de Neptune, qui représente l'approche interventionniste. Le crâne représente la mort que les hommes infligent à la vie marine avec, sur son front, un dauphin et une baleine en forme de yin-yang symbolisant l'équilibre naturel des océans.[réf. souhaitée]

## Soutiens
La SSCS est soutenue par de célèbres parrains comme Brigitte Bardot, Pamela Anderson, Leonardo DiCaprio, Richard Dean Anderson, José Bové, la sénatrice UDI Chantal Jouanno, Nicolas Hulot, Laurent Baffie, Allain Bougrain-Dubourg, Sam Simon, Yann Arthus-Bertrand, la danseuse Sylvie Guillem et les groupes Gojira, Red Hot Chili Peppers, Architects, Heaven Shall Burn, Aerosmith, Parkway Drive , Shaka Ponk et Tryo.
L'écrivain Alice Ferney, qui soutient Sea Shepherd, a écrit un « roman documentaire », Le Règne du vivant, inspiré par ses actions.
Le chanteur Sam Carter du groupe Architects est l'ambassadeur anglais et soutient Sea Shepherd financièrement notamment par la vente de t-shirt de son groupe en collaboration avec l'association[réf. souhaitée].

## Critiques

### Méthodes d'action
La SSCS use d'abordages en pleine mer, de sabotages et de sabordages sur des navires à quai à l'aide de mines-ventouses comme ce fut le cas du Sierra en 1980 dans le port de Lisbonne et des jets d'acide butanoïque, répulsif nauséabond rendant la viande de baleine impropre à la consommation,.
Après le naufrage du Farley Mowat dans le détroit de Cabot entre la Nouvelle-Écosse et Terre-Neuve, « l'organisation a affirmé que son navire avait été éperonné à deux reprises dans la soirée de dimanche par le Des Groseillers, un brise-glace de la garde côtière sur la côte est canadienne. » Phil Jenkins, le porte-parole du ministère canadien des Pêches, a indiqué que les accusations de la Sea Shepherd Society « étaient totalement fausses ». Selon lui, « le Farley Mowat s'est approché du brise-glace et l'a effleuré à deux reprises. » Dans un rapport publié en 1998, le Service canadien du renseignement de sécurité a associé la Sea Sherpherd au « mouvement écologiste radical » et aux « écologistes extrémistes ».
L'organisation n’a pas hésité à éperonner en 1979 le baleinier illégal Sierra, tout en veillant à ne mettre personne en danger. Ce baleinier a coulé dans le port de Lisbonne plusieurs mois plus tard.
Le Japon avait qualifié par le passé ses méthodes de terroristes. En 1986, l'ONG a coulé deux des quatre baleiniers islandais dans le port de Reykjavik.
Les méthodes d'actions de l'ONG ont notamment été qualifiées d'écoterrorisme par James F. Jarboe, le chef de la section terrorisme intérieur de la division antiterroriste (en) du Federal Bureau of Investigation (FBI), lors d'un discours de 2002 devant la Commission parlementaire américaine des Ressources naturelles (en).
L'ONG a aussi été accusée de piraterie, accusations auxquelles elle répond que ses actions sont légitimées par les conventions internationales de protection de la nature, et les décisions de la Commission baleinière internationale, qui autorisent les ONG à faire respecter les lois internationales.
Le photographe Pierre Gleizes, de Greenpeace, dénonce la violence des méthodes de Sea Sheperd pour « préserver » l'environnement, comme les mines sous-marines, les abordages, les sabordages, les lance-pierres, les bombes fumigènes et chimiques et les cordes dérivantes pour bloquer les hélices.

### Relations avec le Japon
Selon la journaliste Anne-Sophie Mercier, les Japonais considèrent Paul Watson comme un écoterroriste. Toutefois, en août 2016, les opérateurs de baleiniers japonais ont annoncé un accord avec la SSCS. Cet accord ne concerne que la branche américaine de l'ONG.
L'Institut japonais de recherche sur les cétacés, un organisme dépendant du ministère japonais de la Pêche, entame des actions en justice contre la branche américaine de l'ONG, basée dans l’État de Washington. Ses actions ont été contestées devant la justice par l'ONG, mais la justice américaine a finalement tranché en autorisant l'institut en question à poursuivre ses actions en justice. C'est ainsi que le 25 février 2013, le juge de la cour d'appel de San Francisco, Alex Kozinski (en), lors de son jugement décrit Sea Sheperd par ces mots : « Il n'est pas nécessaire d'avoir une jambe de bois ou un bandeau sur l'œil. […] Quand on percute des navires, qu'on lance des conteneurs d'acide, qu'on jette des cordes renforcées d'acier dans l'eau pour endommager hélices et gouvernail, qu'on envoie des bombes fumigènes […], on est, sans le moindre doute, un pirate ».
Glenn Inwood, porte-parole de l'Institut japonais de recherche sur les cétacés basé en Nouvelle-Zélande, indique qu'une vidéo démontre la responsabilité des écologistes dans le naufrage du Ady Gil. Bien que très opposé à la chasse aux baleines, le gouvernement de Nouvelle-Zélande a fait connaître son opposition aux actions de militants susceptibles de risquer des vies humaines.

### Relations avec le Costa Rica
En mai 2012, Paul Watson est arrêté en Allemagne à la suite d'un mandat d'arrêt international émis par le Costa Rica, portant sur des faits de 2002, lors d'une campagne de Sea Shepherd contre la pêche aux requins, au large du Guatemala. Les autorités du pays accusent l'ONG d'avoir enfreint le droit maritime lors de l'approche d'un bateau costaricien, le Varadero, dans le cadre du tournage du film documentaire Les Seigneurs de la mer.

### Fonctionnement interne
Un article d'Anne-Sophie Mercier, journaliste au Monde, décrit le fonctionnement de l'organisation comme étant fondé sur le culte de la personnalité de Paul Watson : « Certains de ses détracteurs le traitent même de « gourou ». »
Peter Bethune, un ex-militant néo-zélandais de l'ONG et capitaine de bateau, a accusé la direction d'avoir ordonné le sabordage de son propre bateau, l'Ady Gil, lors d'un accrochage avec un baleinier japonais en janvier 2010. Ces accusations ont été rejetées par Paul Watson.
Décembre 2022 marque une scission dans l'association. Les antennes régionales française, anglaise et brésilienne de l'association se séparent de Sea Shepherd Global et se renomment Sea Shepherd Origins à la suite de la mise à l'écart illégale du fondateur Paul Watson du conseil d'administration de Sea Shepherd Global et Sea Shepherd USA,,.

### Filmographie
- Documentaire Les sentinelles de la Mer (2021) de Laurent Lutaud, sur la lutte contre le braconnage et la pollution en Méditerranée, coproduit par Seppia et France Télévisions.
- Le documentaire Le Dernier Pirate (2012) de Dan Stone décrit les opérations de sauvetage des baleines en Antarctique.
- Les séries télévisées Justiciers des mers (Whale wars) et la série dérivée Ocean Warriors diffusées sur Discovery Channel et RMC Découverte relatent les campagnes des équipages du Sea Shepherd.
- Le documentaire Les Seigneurs de la mer relate en partie une campagne contre la pêche au requin au large du Costa Rica.
- L'épisode 11 de la saison 13 de South Park, Putain de baleines !, est en partie basé sur l'action de l'ONG.
- Le chanteur Sam Carter du groupe de metalcore Anglais Architects porte un t-shirt à l’effigie de Sea Shepherd dans leur clip Naysayer.
- [vidéo] L'Œil du cachalot, (documentaire, 2001)
- Documentaire Sea Shepherd à la poursuite du Thunder, diffusé sur Arte en 2024.